# آسیل‌ترانسفراز

گروه آسیل

آسیل‌ترانسفراز نوعی آنزیم ترانسفراز است که بر روی گروه های آسیل اثر می کند.
مثالهایی از این نوع آنزیم عبارتند از:
- Glyceronephosphate O-acyltransferase
- لسیتین-کلسترول آسیل‌ترانسفراز
- Long-chain-alcohol O-fatty-acyltransferase

## همچنین ببینید
- Acetyltransferase

## لینک های خارجی
- Acyltransferases در سرعنوان‌های موضوعی پزشکی (MeSH) در کتابخانهٔ ملی پزشکی ایالات متحدهٔ آمریکا